# وارنر (آرکانزاس)
وارنر، آرکانزاس (به انگلیسی: Varner, Arkansas) یک محدوده ثبت‌نشده در ایالات متحده آمریکا است که در شهرستان لینکلن واقع شده‌است.

## خصوصیات
وارنر ۵۳٫۹۵ متر بالاتر از سطح دریا واقع شده‌است.